# Deus absconditus
Deus absconditus (łac. Bóg ukryty) – określenie jednej z cech Boga chrześcijańskiego, użyte po raz pierwszy w księdze Izajasza.

Prawdziwie Tyś Bogiem ukrytym, Boże Izraela, Zbawco!

{{Cytat}} Linki zewnętrzne: "źródło".
Teolodzy wyjaśniają, że istnienie Boga nie jest oczywiste, że Bóg niejako ukrywa się przed ludźmi i daje się poznać w sposób niedający całkowitej pewności. Jest to coś zupełnie przeciwnego do islamu, gdzie istnienie Allaha jest czymś oczywistym, jak istnienie Słońca.
Pojęcie to było ważne m.in. dla Marcina Lutra i jego teologii, a także dla Blaise'a Pascala.

Bóg chciał się ukryć. Skoro Bóg tak się ukrył, wszelka religia która nie powiada, że Bóg jest ukryty, nie jest prawdziwa.

Ukrywanie się Boga sprawia, że wszelkie dowody na istnienie Boga nie przekonują wszystkich, nie są oczywiste.